# Agapanthia kirbyi
Agapanthia kirbyi là một loài bọ cánh cứng trong họ Cerambycidae.